# Tlučeň (Petrovice II)
Tlučeň (německy Tlutschen) je malá vesnice, část obce Petrovice II v okrese Kutná Hora. Nachází se asi jeden kilometr severovýchodně od Petrovic. Tlučeň leží v katastrálním území Losiny o výměře 4,33 km².

## Historie
První písemná zmínka o vesnici pochází z roku 1392.